# Liste des circonscriptions législatives de l'Ain
Le département français de l'Ain est, sous la Cinquième République, constitué de trois circonscriptions législatives de 1958 à 1986, de quatre circonscriptions après le redécoupage électoral de 1986 puis de cinq circonscriptions depuis le redécoupage de 2010, entré en application à compter des élections législatives de 2012. 

## Présentation
Par ordonnance du 13 octobre 1958 relative à l'élection des députés à l'Assemblée nationale, le département de l'Ain est d'abord constitué de trois circonscriptions électorales. 
Lors des élections législatives de 1986 qui se sont déroulées selon un mode de scrutin proportionnel à un seul tour par listes départementales, le nombre de sièges de l'Ain a été porté de trois à quatre. 
Le retour à un mode de scrutin uninominal majoritaire à deux tours en vue des élections législatives suivantes, a maintenu ce nombre de quatre sièges,, selon un nouveau découpage électoral.
Le redécoupage des circonscriptions législatives réalisé en 2010 et entrant en application à compter des élections législatives de juin 2012, a modifié le nombre et la répartition des circonscriptions de l'Ain, porté à cinq du fait de la croissance démographique du département.

## Composition des circonscriptions

### Composition des circonscriptions de 1876 à 1885 et de 1889 à 1919
À compter de 1876, le département de l'Ain comprend six circonscriptions regroupant les cantons suivants :
- Circonscription de Belley : Ambérieu, Belley, Champagne, Hauteville, Lagnieu, Lhuis, Saint-Rambert-en-Bugey, Seyssel, Virieu.
- 1re circonscription de Bourg-en-Bresse : Bourg-en-Bresse, Ceyzériat, Coligny, Pont-d'Ain, Treffort.
- 2e circonscription de Bourg-en-Bresse : Bâgé-le-Châtel, Montrevel, Pont-de-Vaux, Pont-de-Veyle, Saint-Trivier.
- Circonscription de Gex : Collonges, Ferney, Gex.
- Circonscription de Nantua : Brénod, Châtillon-de-Michaille, Izernore, Nantua, Oyonnax, Poncin.
- Circonscription de Trévoux : Chalamont, Châtillon-sur-Chalaronne, Meximieux, Montluel, Saint-Trivier, Thoissey, Trévoux, Villars.

### Composition des circonscriptions de 1958 à 1986

Circonscription de 1958 à 1986

À compter de 1958, le département de l'Ain comprend trois circonscriptions.
- La 1re circonscription est composée des cantons de : Bâgé-le-Châtel, Bourg-en-Bresse (1958-1973), Bourg-en-Bresse-I (1973-1982), Bourg-en-Bresse-II (1973-1982), Bourg-en-Bresse-III (1973-1982), Bourg-Nord-Centre (1982-1986), Bourg-Est (1982-1986), Bourg-Sud (1982-1986), Bourg-Couronne (1982-1985), Ceyzériat, Coligny, Montrevel, Péronnas (1985-1986), Pont-d'Ain, Pont-de-Vaux, Pont-de-Veyle, Saint-Trivier-de-Courtes, Tossiat, Treffort et Viriat (1985-1986).

- La 2e circonscription est composée des cantons de : Belley, Bellegarde-
sur-Valserine, Brénod, Champagne-en-Valromey, Collonges, Ferney-Voltaire, Gex, Hauteville-Lompnes, Izernore, Lhuis, Nantua, Oyonnax (1958-1982), Oyonnax-Sud (1982-1986), Oyonnax-Nord (1982-1986), Poncin, Saint-Rambert-en-Bugey, Seyssel, Virieu-le-Grand.

- La 3e circonscription est composée des cantons de : Ambérieu-en-Bugey, Chalamont, Châtillon-sur-Chalaronne, Lagnieu, Meximieux, canton de Miribel (1982-1986), Montluel, Saint-Trivier-sur-Moignans, Thoissey, canton de Reyrieux (1985-1986), Trévoux, Villars-les-Dombes

### Composition des circonscriptions de 1988 à 2012

Circonscription de 1988 à 2012

À compter du découpage de 1986, le département de l'Ain comprend quatre circonscriptions regroupant les cantons suivants :
- La 1re circonscription est composée des cantons de : Bourg-en-Bresse-Est, Bourg-en-Bresse-Nord-Centre, Bourg-en-Bresse-Sud, Ceyzériat, Coligny, Montrevel-en-Bresse, Péronnas, Pont-d'Ain, Saint-Trivier-de-Courtes, Viriat, Treffort-Cuisiat.

- La 2e circonscription est composée des cantons de : Ambérieu-en-Bugey, Izernore, Lagnieu, Meximieux, Montluel, Nantua, Oyonnax-Nord, Oyonnax-Sud, Poncin.

- La 3e circonscription est composée des cantons de : Bellegarde-sur-Valserine, Belley, Brénod, Champagne-en-Valromey, Collonges, Ferney-Voltaire, Gex, Hauteville-Lompnes, Lhuis, Saint-Rambert-en-Bugey, Seyssel, Virieu-le-Grand.

- La 4e circonscription est composée des cantons de : Bâgé-le-Châtel, Chalamont, Châtillon-sur-Chalaronne, Miribel, Pont-de-Vaux, Pont-de-Veyle, Reyrieux, Saint-Trivier-sur-Moignans, Thoissey, Trévoux, Villars-les-Dombes.

### Depuis 2012
| Les circonscriptions de l'Ain depuis 2012 |
| ----------------------------------------- |

| 1 2 3 4 5 |

Compositions des 5 circonscriptions à partir du renouvellement de 2012 :
- La 1re circonscription est composée des cantons de : Bourg-en-Bresse-Est, Bourg-en-Bresse-Nord-Centre, Ceyzériat, Coligny, Montrevel-en-Bresse, Pont-d'Ain, Pont-de-Vaux, Saint-Trivier-de-Courtes, Treffort-Cuisiat, Viriat.

- La 2e circonscription est composée des cantons de : Lagnieu, Meximieux, Miribel, Montluel, Reyrieux, Trévoux.

- La 3e circonscription est composée des cantons de : Bellegarde-sur-Valserine, Belley, Collonges, Ferney-Voltaire, Gex, Seyssel.

- La 4e circonscription est composée des cantons de : Bâgé-le-Châtel, Bourg-en-Bresse-Sud, Chalamont, Châtillon-sur-Chalaronne, Péronnas, Saint-Trivier-sur-Moignans, Thoissey, Villars-les-Dombes.

Vonnas
- La 5e circonscription est composée des cantons de : Ambérieu-en-Bugey, Brénod, Champagne-en-Valromey, Hauteville-Lompnes, Izernore, Lhuis, Nantua, Oyonnax-Nord, Oyonnax-Sud, Poncin, Saint-Rambert-en-Bugey, Virieu-le-Grand.

À la suite du redécoupage des cantons de 2014, les circonscriptions législatives ne sont plus composées de cantons entiers mais continuent à être définies selon les limites cantonales en vigueur en 2010. Les circonscriptions sont ainsi composées des cantons actuels suivants :
- La 1re circonscription est composée : des cantons d'Attignat (sauf commune de Montracol), Bourg-en-Bresse-1, Ceyzériat (9 communes), Pont-d'Ain (4 communes), Replonges (24 communes), Saint-Etienne-du-Bois, ainsi que de la commune de Saint-Denis-lès-Bourg.

- La 2e circonscription est composée : des cantons d'Ambérieu-en-Bugey (2 communes), Lagnieu (15 communes), Meximieux, Miribel, Trévoux et Villars-les-Dombes (6 communes).

- La 3e circonscription est composée : des cantons de Belley (21 communes), Gex, Plateau d'Hauteville (4 communes), Saint-Genis-Pouilly, Thoiry et Valserhône.

- La 4e circonscription est composée : des cantons de Bourg-en-Bresse-2 (sauf commune de Saint-Denis-lès-Bourg), Ceyzériat (13 communes), Châtillon-sur-Chalaronne, Replonges (7 communes), Villars-les-Dombes (19 communes), Vonnas, ainsi que de la commune de Montracol.

- La 5e circonscription est composée : des cantons d'Ambérieu-en-Bugey (15 communes), Belley (12 communes), Lagnieu (11 communes), Nantua, Oyonnax, Plateau d'Hauteville (24 communes) et Pont-d'Ain (20 communes).